# جودی بوورینگ
جودی بوورینگ (انگلیسی: Jodie Bowering؛ زادهٔ ژوئیه ۱۹۸۲ (۴۲ سال)) ورزشکار سافت‌بال اهل استرالیا است.
وی در مسابقات کشوری و بین‌المللی در مجموع برندهٔ ۱ مدال برنز شده‌است.